# Epithelantha
Cactus buton,  Ikuli mulato aparțin genului Epithelantha,
Numele genului se formează din grecește și înseamnă " flori ieșind din tuberculi" . Genul cuprinde două specii:

## Specii
- Epithelantha bokei
- Epithelantha micromeris